# Cécile Cée
 (février 2025).
Cécile Cée est une autrice et illustratrice de BD française née le 20 mars 1981.

## Biographie
Après des études de philosophie et un diplôme aux Beaux-Arts de Paris obtenu en 2009, Cécile Cée devient photographe plasticienne,.
En 2021, elle commence à publier de courtes bandes-dessinées sur Instagram traitant des violences liées aux systèmes de domination et de l'inceste.
Son premier roman graphique Ce que Cécile sait : Journal de sortie d'inceste paraît aux éditions Marabout en septembre 2024.

### Prises de position
Cécile Cée participe, avec plus de 70 artistes, au lancement d'une pétition le 26 novembre 2023, visant à changer le nom de la future station Serge Gainsbourg de la ligne 11 du métro parisien. La pétition dénonce la mise à l'honneur d'une personnalité connue pour des « violences envers les femmes et des tendances pédocriminelles voire incestueuses ». Bien qu'elle recueille plus de 17 000 signatures, la station conserve son nom initial.
Cécile Cée est l'invitée de l'émission C Ce soir du 21 novembre 2024 intitulée Procès de Mazan la société est-elle prête à changer ? et de celle du 26 février 2025 intitulée Procès Le Scouarnec : la fin du déni ?. Elle y évoque les liens qu'entretiennent ces affaires avec la question de l'inceste.

## Œuvres

### Essai graphique
- Ce que Cécile sait : Journal de sortie d'inceste, Marabout, 2024, 256 p. (ISBN 978-2-501-18965-1)